# Jacobs River (Neuseeland)
Jacobs River ist ein kleiner Farmort im Westland District an der West Coast der Südinsel von Neuseeland. Der Makawhio River / Jacobs River, an dem der Ort liegt, wurde früher ebenfalls Jacobs River genannt.

## Geografie
Jacobs River liegt rund 2 km landeinwärts direkt am State Highway 6 und am Makawhio River / Jacobs River. Der Fox-Gletscher befindet sich rund 30 km nordöstlich des Ortes und stellt neben dem nahe gelegenen Franz-Josef-Gletscher eine Touristenattraktion dar. Der Ort besteht aus einer kleinen Gruppe von Farmen, die sich auf den letzten 10 km bis zur Meereseinmündung beidseits des Makawhio River / Jacobs River angesiedelt haben.
Vom Jacobs River aus hat man einen Blick auf den 37 km östlich gelegenen Aoraki/Mount Cook. Eine kleine Holzkirche, die „Our Lady of the River“ genannt wird, liegt 7 km nördlich der Siedlung.

## Geschichte
Jacobs River besaß über viele Jahre hinweg einer der kleinsten Schulen des Landes. Mit der Verfügung vom 12. Dezember 2012 des Minister of Education wurde die Jacobs River School zum 27. Januar 2013 für immer geschlossen.